# Haetera unocellata
Haetera unocellata är en fjärilsart som beskrevs av Gustav Weymer 1911. Haetera unocellata ingår i släktet Haetera och familjen praktfjärilar. Inga underarter finns listade i Catalogue of Life.